# Madalena Sibila de Brandemburgo-Bayreuth
Madalena Sibila de Brandemburgo-Bayreuth (Bayreuth, 1 de novembro de 1612 – Dresden, 20 de março de 1687) foi a esposa de João Jorge II da Saxônia e Eleitora consorte da Saxônia de 1656 até 1680. Era filha de Cristiano, Marquês de Brandemburgo-Bayreuth e de sua esposa Maria da Prússia, seu pai era membro da Casa de Brandemburgo-Bayreuth, um ramo cadete da Casa de Hohenzollern.

## Casamento e descendência
Casou-se em 13 de novembro de 1638 em Dresden com a marquesa João Jorge de Wettin (Dresden 31 de maio de 1613-22 de agosto de 1680, Freiberga) filho de João Jorge I, Eleitor da Saxônia. Tiveram três filhos.
- 1 - Sibila (1642-1643).
- 2 - Duquesa Erdemunda Sofia (Dresden 1644-1670 Castelo de Bayreuth). Casada em 29 de outubro de 1662 em Dresden com Cristiano Ernesto (Bayreuth 1644-1712 Castelo de Erlangen) marquês de Brandenburg-Bayreuth em 1655. Viúvo, em 1671, casa-se em Estugarda com a duquesa Sofia Luísa (1642-1702 Bayreuth) de Württemberg, filha de Everardo III, duque de Württemberg até 1674 e de Ana Doroteia de Salm-Kyrburg. Casaria ainda uma terceira vez em 1703 em Potsdam com a marquesa Isabel Sofia (Colônia 1674-1748 Romhild) de Brandenburgo, filha de Frederico Guilherme, Eleitor de Brandenburgo de 1640 a 1688 e da princesa Doroteia de Holsácia-Sonderburgo-Glucksburgo.
- 3 - João Jorge III da Saxônia (1647-1691), príncipe-eleitor da Saxônia e conde palatino da Saxônia e marquês da Mísnia em 1680.

Madalena Sibila faleceu em 20 de março de 1687 em Dresden, e, foi enterrada na Catedral de Freiberga.